# Pavane pour un homme épuisé
Pour plus de détails, voir Fiche technique et Distribution.
Pavane pour un homme épuisé (日本の青春, Nihon no seishun, litt. « La Jeunesse du Japon ») est un film japonais réalisé par Masaki Kobayashi, sorti en 1968.

## Synopsis
Un inventeur retrouve l'officier qui l'a maltraité et l'a rendu sourd pendant la Seconde Guerre mondiale.

## Fiche technique
- Titre : Pavane pour un homme épuisé[1]
- Titre original : 日本の青春 (Nihon no seishun?)
- Titre anglais : Hymn to a Tired Man[2]
- Réalisation : Masaki Kobayashi
- Scénario : Sakae Hirosawa (ja) d'après le roman de Shūsaku Endō
- Musique : Tōru Takemitsu
- Photographie : Kōzō Okazaki
- Montage : Michio Suwa
- Production : Ichirō Satō, Masayuki Satō et Hideyuki Shiino
- Société de production : Tokyo Eiga (ja)
- Société de distribution : Tōhō
- Pays d'origine :  Japon
- Langue originale : japonais
- Format : noir et blanc — 2,35:1 — 35 mm — son mono
- Genre : drame
- Durée : 130 minutes (métrage : neuf bobines - 3 546 m[3])
- Dates de sortie : 
  - Japon : 8 juin 1968[3]

## Distribution
- Michiyo Aratama : Yoshiko
- Makoto Fujita (en) : Zensaku
- Toshio Kurosawa (ja) : le fils de Zensaku
- Tomoko Naraoka : la femme de Zensaku
- Kei Satō : Suzuki
- Wakako Sakai (ja) : Mariko Suzuki, sa fille
- Kunie Tanaka
- Tokue Hanasawa (ja)
- Isao Hashimoto (ja)
- Masao Mishima : voix de l'auteur

## Distinctions
Le film a été présenté en sélection officielle en compétition au Festival de Cannes 1969.